# Jeanine Meerapfel

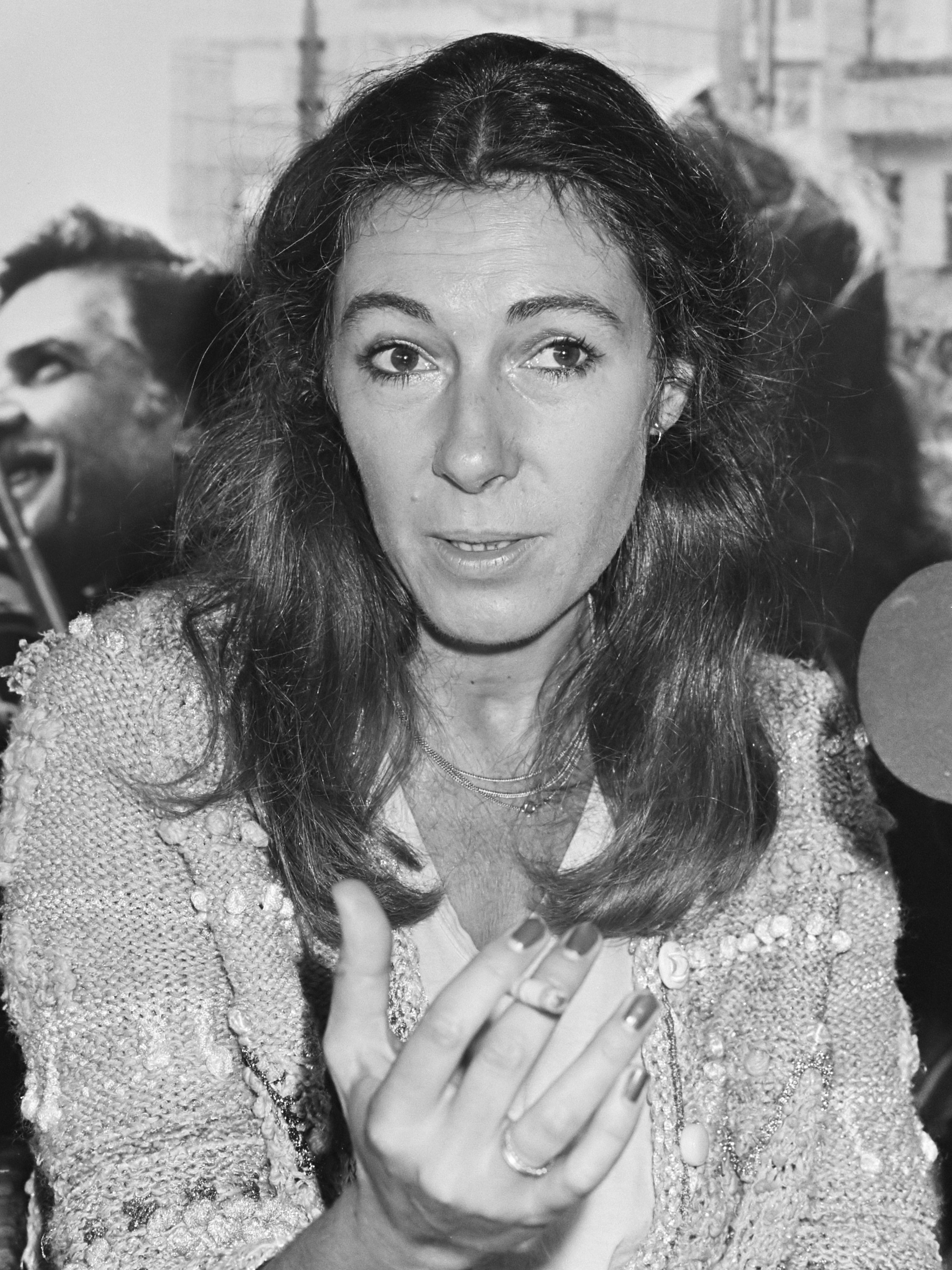
Jeanine Meerapfel (1981)

Jeanine Meerapfel (geboren am 14. Juni 1943 in Buenos Aires, Argentinien) ist eine deutsch-argentinische Filmregisseurin, Drehbuchautorin und Filmdozentin. Von 2015 bis Mai 2024 war sie Präsidentin der Berliner Akademie der Künste.

## Werdegang
Jeanine Meerapfel wuchs in Argentinien als Tochter deutsch-jüdischer Emigranten auf. Von 1961 bis 1964 besuchte sie die Journalistenschule in Buenos Aires und arbeitete als Redakteurin und freie Journalistin. Gleichzeitig studierte sie Drehbuch bei Simón Feldman. 1964 kam sie nach Deutschland und studierte mit einem Stipendium des DAAD von 1964 bis 1968 am Institut für Filmgestaltung der Hochschule für Gestaltung in Ulm, u. a. bei Alexander Kluge. Von 1970 bis 1980 arbeitete Meerapfel als Filmkritikerin und führte Filmseminare in Ulm und an verschiedenen Goethe-Instituten durch. 1981 hatte sie ihr Spielfilm-Debüt mit Malou, dem bis 2012 elf Filme folgten. In Meerapfels Film La Amiga – Die Freundin (1988) spielt Liv Ullmann eine Mutter, deren Sohn während der argentinischen Militärdiktatur verschwunden ist und die für die Menschenrechte kämpft; der Film entstand unter schwierigen Bedingungen.
Jeanine Meerapfels Filmarchiv befindet sich seit 2002 in der Berliner Akademie der Künste.
1984 war sie Mitglied der Jury der Berliner Filmfestspiele. 1990 erhielt Meerapfel eine Professur (mit dem Schwerpunkt Regie von Dokumentar- und Spielfilmen) an der Kunsthochschule für Medien in Köln.
Sie ist seit 1998 Mitglied der Berliner Akademie der Künste und wurde am 30. Mai 2015 als Nachfolgerin von Klaus Staeck zu deren Präsidentin gewählt.
2011 drehte sie in Frankfurt am Main u. a. den Spielfilm Der deutsche Freund, eine deutsch-argentinische Koproduktion, die Ende 2012 ins Kino kam.
Auch zu filmpolitischen Fragen spricht Jeanine Meerapfel öffentlich, so etwa in der linken Tageszeitung junge Welt zum Festival des Neuen Lateinamerikanischen Films in Havanna.

## Filme (Auswahl)
- 1966: Abstand (Kurzfilm)

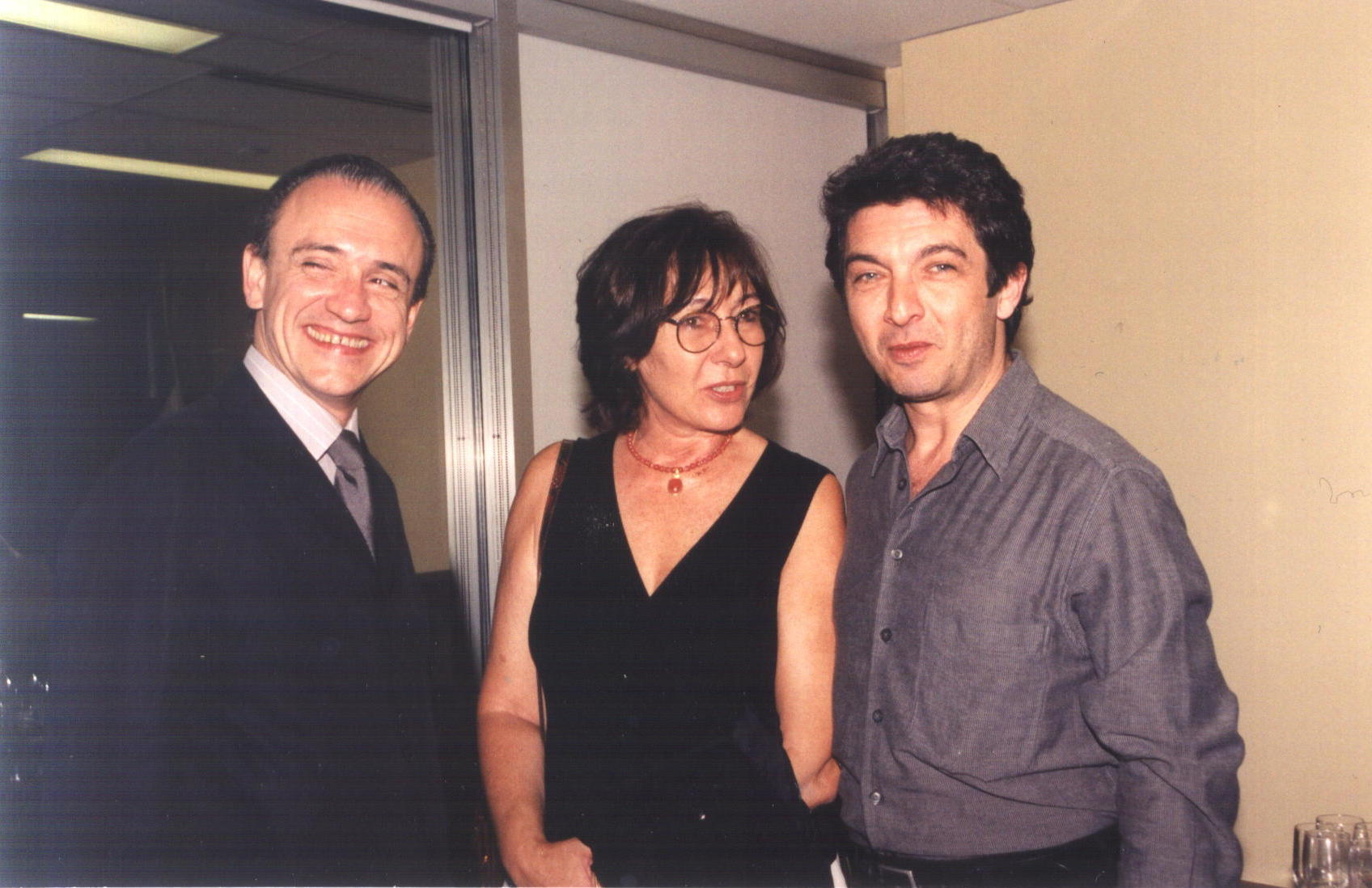
Jeanine Meerapfel auf dem Internationalen Filmfestival in Montreal, zusammen mit Ricardo Darín und José Miguel Onaindia (2001)

- 1969: Zwickel auf Bizyckel (Kollektivfilm 1969; fertiggestellt 1997)
- 1981: Im Land meiner Eltern (Dokumentarfilm)
- Malou (2019 digital restaurierte Fassung[8])
- 1984: Solange es Europa noch gibt – Fragen an den Frieden
- 1985: Die Kümmeltürkin geht
- 1987: Die Verliebten
- 1988: La Amiga – Die Freundin (La amiga)
- 1989: 13 Minuten vor zwölf in Lima (TV)
- 1989: Desembarcos
- 1990: Im Glanze dieses Glückes (Kollektivfilm)
- 1994 Amigomío
- Annas Sommer
- 2012: Der deutsche Freund (El amigo alemán)
- 2014: Confusion/Diffusion
- 2020: Moving Sands/Topos
- 2021: Eine Frau

## Auszeichnungen (Auswahl)
- 1981: FIPRESCI-Preis in Cannes für Malou
- 1981: „Best New Director“ beim Filmfestival San Sebastián für Malou
- 1985 Deutscher Kritikerpreis in der Kategorie Film für Die Kümmeltürkin geht
- 1985: Interfilm Award der Berlinale für Die Kümmeltürkin geht
- 1989: Nominierung zum Deutschen Filmpreis in der Kategorie Bester programmfüllender Spielfilm für La Amiga – Die Freundin
- 2012: Fünf Nominierungen für den argentinischen Filmpreis Cóndor de Plata für Der deutsche Freund
- 2020: Bundesverdienstkreuz 1. Klasse
- 2022: DOK.fest München, Nominierung für den VIKTOR DOK.international für Eine Frau